# Train mexicain
Pour les articles homonymes, voir Train (homonymie).
Le train mexicain est un jeu de dominos, créé par Katy et Roy Parson en 1994 et édité par Tactic.
Pour gagner la manche, il faut jouer tous les dominos de sa main sur une ou plusieurs chaînes en partant de la station de départ.

## Règles du jeu

### Mise en place
Avant le début de la partie, chaque joueur reçoit une locomotive de couleur ainsi que des dominos (appelés "Wagons"), dont le nombre varie en fonction du nombre de joueurs. Les dominos qui n'ont pas été distribués sont appelés "La Réserve". Le centre de jeu est posé au centre de la table et le joueur avec le domino-double le plus grand commence en le posant sur le centre de jeu. Selon certaines règles, le joueur le plus âgé commence et le domino-double est automatiquement placé sur le centre de jeu,. Le centre de jeu facilite les chemins avec des angles à 45 °. La locomotive noire est reservée au Train Mexicain et ne peut pas être jouée par les joueurs.

### Déroulement
Chaque joueur possède une voie personnelle sur laquelle il pose ses wagons pour former un train. Lors de son tour, le joueur peut décider de poser son wagon sur sa voie personnelle ou sur celle du Train Mexicain. Un joueur ne peut poser de wagon que si l'un des côtés possède le même nombre de point que le dernier wagon posé (comme au jeu habituel des dominos), et si le joueur peut poser un wagon, il doit le faire.
Si un joueur ne peut pas jouer, il doit piocher un wagon et le poser s'il le peut. Sinon, le joueur doit placer sa locomotive (qui sert de marqueur) sur la queue de son train et chaque joueur peut alors poser des wagons sur cette voie.
Les dominos doubles sont des dominos qui possèdent le même nombre de points d'un côté que de l'autre. Ils sont placés perpendiculairement au train et permettent de rejouer. Toutefois, le joueur doit poser un domino qui complète le double, c'est-à-dire qu'il doit jouer juste derrière le double. Si le joueur qui a posé le domino double ne réussit pas, c'est au joueur suivant de le faire,,. Dans le cas où les dominos qui peuvent être joués ont déjà tous été posés, alors le double peut rester exceptionnellement sans son complément.

### Fin de partie
Lorsqu'un joueur ne possède plus qu'un seul wagon, il doit le faire savoir en tapant sur la table avec son avant-dernier wagon. S'il oublie, il doit piocher deux wagons. La partie prend fin lorsqu'un joueur a posé tous ses wagons ou bien que la réserve est vide et qu'aucun joueur ne peut jouer,,. Dans ce cas, chaque joueur prend des points de pénalités égaux au nombre de points sur les dominos qu'il lui reste.

## Variantes
Il existe plusieurs variantes du Train Mexicain : 
- Lorsqu'un joueur ne peut pas jouer, il doit poser sa locomotive au début du train. Celle-ci est enlevée dès qu'un joueur joue sur ce train[1].
- Il est possible d'enlever les dominos dont l'un des côtés est supérieur à 10[4].
- Lors du premier tour, les joueurs peuvent poser tous les wagons jouables, le reste de la partie demeure inchangée[3]. Si un joueur pose tous ses dominos dès son premier tour, le tour s'achève puis la partie est déclarée finie[1].
- Les joueurs peuvent jouer à découvert, sauf la réserve qui doit rester face cachée[4].